# Niké-szobor
A Niké-szobor (másként Szárnyas Niké, korábban Felszabadulási emlék) Pécs nevezetessége, mely a város felett, a Mecsek oldalában található. 1975-ben, a felszabadulás 30. évfordulójára készítette Makrisz Agamemnon.

## Története
Az emlékművet 1975. április 3-án, egy nappal a felszabadulás 30. évfordulóját megelőzően adták át. Közadakozásból épült, fehérbeton talapzatát Jánossy György építész tervezte, a vörösréz hegesztett szobor Makrisz Agamemnon alkotása.
A talapzat aszimmetrikus 3-2-es elrendezésű nyitott mellvéd, e monumentális fehérbeton talapzatnak köszönhetően az emlékmű a déli Mecsekoldal messziről felismerhető helye. A talapzat a tévétorony függőleges vonalához igazodva vízszintes irányban terjeszkedik, és egy horizontálisan nyújtott nézőterű szabadtéri színpad és egy nyitott szárnyú madár ötvözését formál meg. Tervezéséből adódóan az északi része kisebb rendezvények megtartására is alkalmas, ahol a nézőtérről a városkép ad hátteret a színpadnak. E célra azonban nem gyakran használják a talapzatot.
A szobor a felszabadulást szimbolizálja a párizsi Szamothrakéi Niké szobor illetve Eugène Delacroix A Szabadság vezeti a népet c. festményének kubista-expresszív stílusú allegorikus megidézésével. A párizsi szoborhoz hasonlóan hiányzik a győzelem istennőjének, Nikének a feje. A szobor a város felé fordul. A főalak méretei 6,5*4,5*4 méteresek. Váza acélszerkezet, borítása hegesztett vörösréz. A vörösréz anyaga és formavilága egyaránt a lángot, az örökké tartó tüzet jelképezi. Az emlékmű tervezésekor felmerült valódi láng használata is, de ezt elvetették. Éjszakai díszkivilágítása is úgy volt megtervezve, hogy eleven lángot formázzon a városból nézve.
Az emlékmű felállításához 7 millió 248 672 Ft anyagi hozzájárulás érkezett, és 2499 lakos vett részt a társadalmi munkában, 12 021 óra kézi munkát, a vállalatok által rendelkezésre bocsátott gépekkel 843 óra társadalmi munkát fordítottak tereprendezésre. A végzett munkák értéke munkabérben 278 028 Ft volt.
A Hunyadi János út északi kanyargós részén (nem messze a Somfa utca kereszteződésétől) található. Eredetileg 1945–1975 felirat állt rajta, és a főalak mögött két kisebb vörösréz szobordarab volt található. A feliratot a rendszerváltáskor eltávolították, ekkor nevezték át a mai nevére. A két kisebb szobordarabot 2000 februárjában ellopták, ahogy a régebbi díszkivilágítás is tönkrement. Ugyan a főalak állapota is leromlott volt ekkor, de még 20 évvel később sem került sor az átfogó restaurálásra.

## Megközelítés
Busszal a 34-es, 34Y, 35-ös és 35Y buszok Kőbánya megállójától 1-2 percre, vagy a 31-es, 32-es, 32Y, 33-as buszok Pálosok megállójától kb. 500 méteres sétára található. Az emlékmű közvetlen közelében 50 autó befogadására alkalmas parkolót építettek ki.

## Külső hivatkozások
- Szárnyas Niké. kozterkep.hu
- 1227. Niké szobor (GCNIKE). geocaching.hu
- Szárnyas Niké szobor. Magyar Nemzeti Digitális Archívum